# آمال العريس
آمال العريس (1926  - 11 يوليو 2009)، ممثلة لبنانية.

## عن حياتها
عرفت بشكل خاص في فترة سبعينات وثمانينات القرن العشرين بأدوارها التلفزيونية، كما بتعاونها في العديد من الأعمال مع الفنان شوشو. بدأت حياتها الفنية باكراً وهي دون العشرين من عمرها. بعد ذلك خاضت كل أنواع الفنون على عادة أبناء الجيل المؤسس، من الغناء حيث اشتهرت بأغنيات خفيفة يغلب عليها الطابع الانتقادي الاجتماعي ما جعلها تلقب في خمسينات القرن العشرين في «مونولوجست لبنان»، إلى المسرح الشعبي وخاصة مع شوشو وأبو سليم الطبل وفرقته، إلى التلفزيون اللبناني منذ تأسيسه. وتنتسب إلى ذلك الجيل الذي أطل على الفن حين كان لا يزال رسالة ومغامرة حيث كانت بداياتها مع مسرح زوجها لاحقا الفنان علي العريس ثم أول فيلم تشارك بها «كوكب أميرة الصحراء». وحلّت ضيفةً على أحد حلقات مسلسل «أنا ومرتي» على شاشة المؤسسة اللبنانية للإرسال وكان آخر ظهور لها.

## من أعمالها

### من المسلسلات
- نوارة.
- يا مدير.
- مقالب غوار.
- جحا.
- مختار السبع بحرات.
- عجيب أفندي.
- مذكرات ممرضة.
- اليد الجريحة.
- الحاقد.
- يسعد مساكم.
- الدنيا هيك.
- سمرا.
- برير آغا.
- ليالة شهرازد.
- الأمانة.
- أبو الطيب.
- حكايات جدتي.
- البخلاء.
- ندم.
- السهام الجرحة.
- الضحية.

### من الأفلام
- كوكب أميرة الصحراء.
- بدوية في باريس.
- سيدتي الجميلة.
- بئر.

### من المسرحيات
- أهل الفن في جهنم.

## روابط خارجية
- آمال العريس على موقع قاعدة بيانات الأفلام العربية